# Amt
Een Amt (mv: Ämter) is in de Duitse deelstaten Brandenburg, Mecklenburg-Voor-Pommeren en Sleeswijk-Holstein een groep van gemeentes binnen een landkreis. In 2023 waren er 83 Ämter in Sleeswijk-Holstein en 76 Ämter in Mecklenburg-Voor-Pommeren. In 2022 waren er 50 Ämter in Brandenburg.

## Geschiedenis
Vóór de bestuurlijke reorganisatie van 1969 werd ook in andere deelstaten zoals Noordrijn-Westfalen het begrip Amt gebruikt voor de bestuurlijke eenheid van een groep dorpen, gehuchten en buurtschappen binnen een landkreis. Het was de onderste bestuurlijke laag; te vergelijken met het huidige begrip gemeente.